# Ermoldo Nigelo

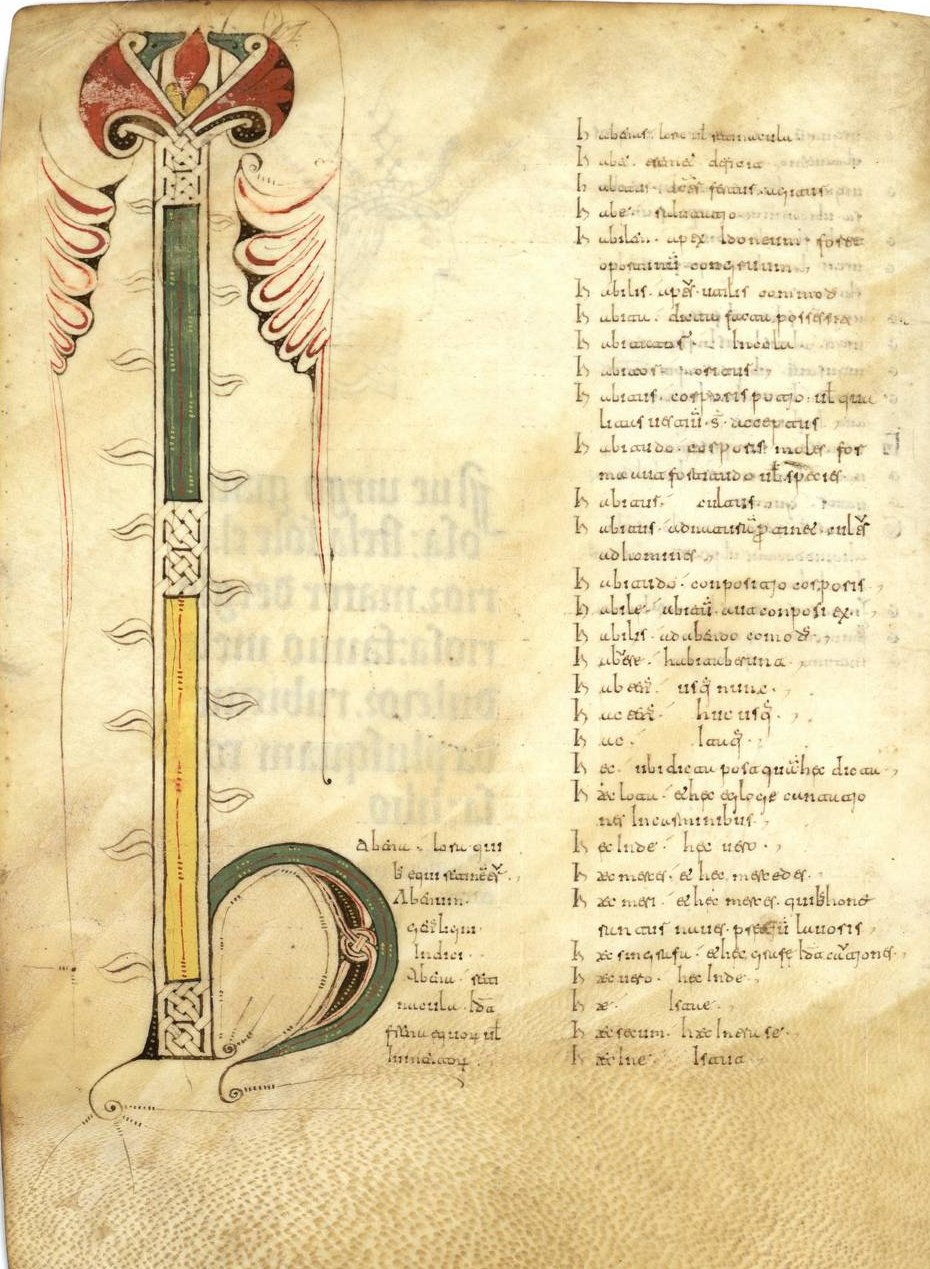
Fólio de um manuscrito com um poema de Ermoldo.

Ermoldo Nigelo ou Ermoldo Niger em latim: Ermoldus Nigellus; fl. 824–830), que significa Ermoldo, o Negro, foi um poeta cristão que viveu na corte de Pepino da Aquitânia, filho do imperador Luís, o Piedoso, e o acompanhou numa campanha na Bretanha em 824.
Quase nada se sabe sobre a vida de Nigelo fora o que ele escreveu sobre si em seus poemas. Embora muitos estudiosos tenham acreditado que ele era um monge ou clérigo, como só temos seus textos como evidências de sua existência, esta afiliação não pode ser provada. Estudos mais recentes sobre Nigelo, portanto, não afirmam mais que ele era monge.
A única outra coisa que sabemos sobre ele é que em algum momento da década de 820 ele foi exilado por uma ofensa não revelada a Pepino e Luís. Suas obras tinham por objetivo além de apaziguar os dois também ser utilizadas como prova de que ele estava pronto para voltar à corte aquitana.

## Vida

### Carreira e identidade
Embora não saibamos a origem de Nigelo, o nome Ermoldo é germânico e o epíteto, "Nigellus", que significa "negro" ou "pequeno" em latim, sugere que ele era ou "de pequena estatura, de cabelos escuros ou de compleição escura".
Muitos estudiosos assumem que, como Nigelo era tão fervoroso em seu desejo de voltar do exílio especificamente para a Aquitânia, que ele era de fato oriundo da região, mas trata-se de uma especulação. Na realidade, em seu poema ao imperador Luís ele na verdade evita descrever muito a região dizendo que os leitores devem "ir para a Aquitânia" e verem-na por si próprios. Isto levou alguns a sugerirem que ele não seria de fato de lá e que estava simplesmente interessado em retornar para a vida na corte ao lado do rei Pepino. No mesmo poema, Nigelo nota que ele era "parte integral" da corte e segue afirmando que Pepino apreciava sua companhia e sua poesia. A partir disto, parece provável que, na realidade, o desejo maior de Nigelo quando escrevia ao rei era mais sobre voltar para a excitação e importância da vida na corte que retornar para sua terra natal.
Muitos estudiosos mais antigos acreditavam ainda que Nigelo seria um monge por ser capaz de ler e escrever, mas, novamente, a afirmação não passa de especulação. Uma outra explicação para esta habilidade de "compor poesias complicadas" pode ser as escolas que Carlos Magno fundou para as crianças da nobreza, o que implicaria que Ermoldo pode ser apenas um nobre educado. McKitterick explica que é um erro assumir que "educação e aprendizado estavam confinados ao clero" uma vez que ambos eram comuns para leigos e garotos de classe média que eram enviados a estas escolas. Fleiner explica que Nigelo pode ter sido mal-identificado com muitas outras figuras da mesma época, especialmente um abade chamado Hermoldus que Luís enviou para a corte de Pepino em 834 ou um chanceler na corte de mesmo nome. A associação de Ermoldo Nigelo com estes dois contemporâneos levou a uma falsa interpretação que ele seria um clérigo e também um chanceler de Pepino. Pelo que sabemos, pode muito bem ter sido os dois, mas as demais evidências em sua poesia sugerem o contrário.
Outro fato sobre si que Nigelo revela em suas obras é ele era um soldado no exército do rei Pepino durante sua segunda campanha na Bretanha. Apesar de ser soldado, Ermoldo admite que não era muito bom e cita o rei pedindo-lhe que se dedique a escrever ao invés de tentar a luta de espadas, que, no caso dele, era inútil contra os bretões  This fact is problematic for scholars who believe that Ermoldus was a monk as monks did not typically bear arms or fight. Ele pode ter sido abade, pois era comum na época que eles servissem entre os militares, mas é mais provável que ele fosse parte dos "letrados da corte" (homens educados que serviam na corte como líderes militares, enviados e professores).

### Exílio
Como sabemos que Ermoldo esteve na Bretanha em 824 e escreveu "In Honorem Hludowici" entre 826 e 828 já exilado, assume-se que o exílio se deu entre essas datas. Nigelo jamais explicou a razão, mas admite que cometeu "atos horríveis por própria culpa". Ele admite que seus crimes não foram sérios, mas que era culpado de se associar a um grupo errado de pessoas na corte, talvez pessoas associadas aos filhos rebeldes do imperador Luís. Depois de ter cometido os tais atos horríveis contra Luís, foi exilado para a igreja de Santa Maria em Estrasburgo. Este tipo de punição era comum entre "clérigos criminosos", outra razão para muitos estudiosos defenderem que ele seria monge ou padre. Nigelo descreve sua estadia ali como infeliz, mas parece que o exílio foi, na verdade, bem aprazível e algumas evidências mostram que Nigelo pode não ter estado sequer em prisão domiciliar, apenas sob uma custódia preventiva. Fleiner acredita que Nigelo foi enviado para um território pertencente à esposa de Luís, Judite, que Nigelo admirava. Se os associados de Nigelo que lhe causaram o exílio estavam planejando traição contra a família real, então o imperador pode simplesmente ter removido Ermoldo da situação. Por outro lado, Boutelle acredita que Ermoldo pode ter sido exilado por ter deixado estes homens saquearem um igreja durante a campanha bretã de Pepino, descumprindo as ordens de Luís citadas em "In Honorem Hludowici": "Salvem as igrejas, homens, e não toquem nos edifícios sagrados". No geral, a razão para o exílio permanece um mistério não resolvido pelos acadêmicos, uma vez que não sabemos de qualquer outra fonte primária que cite Ermoldo Nigelo exceto para atribuir-lhe suas próprias obras.

### Anos finais
The ending of Ermoldus' story is ultimately unknown, he could have been reinstated at court but we have little evidence to conclude that. The only suggestion of Ermoldus' return to court is the possibility that he could have been one of Pippin's chancellors (Hermoldus) as documented in three of Pippin's charters issued in the mid 830s. He produced no other surviving works and there are no references of him in any other literature of the time period.

## Poesia
Ermoldo era culto e conhecia os poetas latinos clássicos. Seu poema "In honorem Hludovici imperatoris" ("Em homenagem ao imperador Luís") tem algum valor histórico e consiste de quatro livros que tratam da vida e ações de Luís entre 781 e 826. Além dele, escreveu também duas epístolas em forma de poemas imitando o estilo de Ovídio, endereçadas a Pepino.
A "In honorem Hludovici" e outros textos foram publicados na Monumenta Germaniae historica Scriptores, vol. 2 (1826 fol.), editada por Ernst Dümmler; por J.P Migne na Patrologia Latina, vol. 105 (1844); e por Ernst Dümmler na "Poetae Latini aevi Carolini", vol. 2 (1881–1884).

### Epistolas
Depois de ter sido exilado, Ermoldo escreveu dois poemas para o rei Pepino e os enviou a ele como epístolas. É ainda incerto quando elas foram escritas, mas Peter Godman defende que a primeira ("Ad Pippinum regem") foi escrita antes de "In honorem Hludowici", e a segunda ("Ad eundem Pippinum"), depois, já parte da tentativa de Nigelo de formar "uma série de apelos elogiosos ao patrocínio do imperador e seu filho". Ele escreveu as epístolas num estilo que imita Ovídio e, portanto, tenta reproduzir a "atmosfera literária das primeiras cortes carolíngias" que estava associada ao "patrocínio e favorecimento" This approach would have helped to dignify his plea for recall at court.

### In Honorem Hludowici
A magnum opus de Nigelo, "Carmina in honorem Hludowici Caesaris", foi escrita em algum momento entre 826 e fevereiro de 828 enquanto Nigelo estava em Estrasburgo. Ela tem aproximadamente 250 linhas de verso e foi dividida em quatro livros. Seus objetivos principais eram elogiar os sucessos do imperador Luís e persuadi-lo a permitir que Nigelo voltasse para a corte do rei Pepino. Ermoldo explica também que "In honorem" deveria ser utilizada pelo rei como guia sobre governar um reino pois Nigelo descreve o imperador Luís como o modelo perfeito de monarca. Este poema é geralmente criticado por sua confiabilidade histórica, pois tem por objetivo obter o favorecimento de Luís e não relatar a história, sendo portanto considerado um panegírico explícito.

### Outras obras
Estudiosos assumem que estas três obras não foram as únicas de Ermoldo. Ele de fato menciona nelas que frequentemente divertia o rei Pepino com sua poesia durante a campanha da Bretanha em 824 e que ele era considerado um hábil escritor. Infelizmente nenhuma outra sobreviveu. Alguns acadêmicos defendem que Nigelo seria o autor de um poema sobre Válter da Aquitânia chamado "Waltharius", pelas similaridades entre ele e "In honorem Hludowici", mas a tese é rejeitada por outros, como Godman, que afirma que o estilo poético de "Waltharius" é mais pobre que o de Ermoldo.